# 버트브루넨

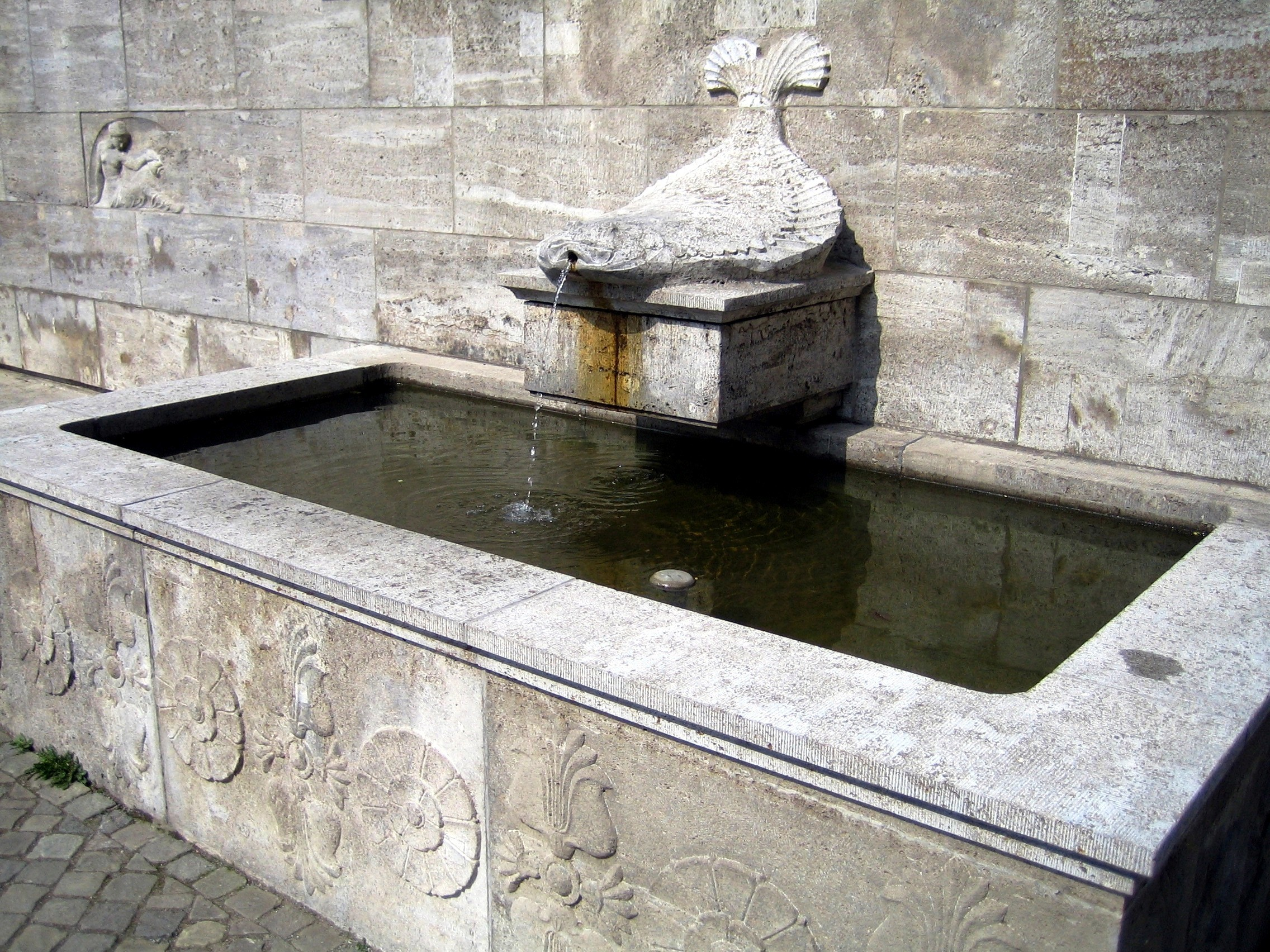
버트브루넨

버트브루넨(독일어: Buttbrunnen)은 독일 베를린에 있는 분수이다.